# Piramida Cheopsa
Piramida Cheopsa, Wielka Piramida, piramida Chufu – piramida znajdująca się w Egipcie na płaskowyżu w Gizie. Zbudowana w okresie Starego Państwa ok. 2560 lat p.n.e. z przeznaczeniem na grobowiec faraona Cheopsa (egip. Chu-fu), prawdopodobnie według projektu Hemona. 
W egiptologii przyjmuje się, że czas budowy wynosił ok. 20 lat. Wielka Piramida jest częścią nekropolii memfickiej. W starożytności uznana została za jeden z siedmiu cudów świata i jako jedyny z nich dotrwała epoki nowożytnej, chociaż nie bez szwanku: straciła licówkę i skarby.
Piramida Cheopsa wraz z piramidą Chefrena i piramidą Mykerinosa stanowią najokazalszy i najbardziej znany w świecie zespół piramid. W ich pobliżu znajduje się Wielki Sfinks.
Wielka Piramida postawiona została na sztucznie wyrównanym terenie, zmierzone różnice poziomu wynoszą do 2 cm. Boki kwadratowej podstawy ustawione są względem stron świata z dokładnością 4 minut kątowych. Kamienne bloki z wapienia ważące ok. 2,5 tony (największe ok. 15 ton), zostały ustawione z wielką precyzją. Cała budowla składa się z ok. 2,3 miliona kamiennych bloków, ma masę ponad 6 milionów ton i zajmuje powierzchnię 5,2 hektara. Do budowy komór użyto także granitowych bloków ważących od 25 do 80 ton, pochodzących z Asuanu. Piramida była pierwotnie pokryta w całości wykonaną z gładzonego wapienia warstwą zewnętrzną. Z okrywy tej pozostały jedynie nieliczne fragmenty u podnóża piramidy. Pierwotna wysokość budowli wynosiła 146,6 m, a bok podstawy 230,3 m, współcześnie w wyniku utraty piramidionu i erozji liczy 138,75 m.

## Nazwa piramidy
|                |     |    |     |
| \| \| \| \| \| |     |    |     |
|                |     |    |     |
| Aa1            | G43 | I9 | G43 |

| Aa1 | G43 | I9 | G43 |

|                |     |    |     |
| \| \| \| \| \| |     |    |     |
|                |     |    |     |
| Aa1            | G43 | I9 | G43 |

| Aa1 | G43 | I9 | G43 |

| G25 | N18 · X1 | O24 |

Achet-Chufu – Horyzont Chufu.

## Konstrukcja piramidy
Schemat przekroju pionowego przez Piramidę Cheopsa:
1. Pierwotne wejście
2. Obecne wejście wydrążone w 820 r. z rozkazu kalifa Al-Mamuna
3. Korytarz łączący korytarze Zstępujący i Wstępujący
4. Korytarz Zstępujący
5. Niedokończona komora
6. Korytarz Wstępujący
7. Komora królowej z ukośnymi kanałami (7')
8. Korytarz poziomy
9. Wielka Galeria
10. Komora królewska z sarkofagiem i ukośnymi kanałami (10')
11. Pasaż – przedsionek
12. Szyb łączący Galerię z Korytarzem Zstępującym

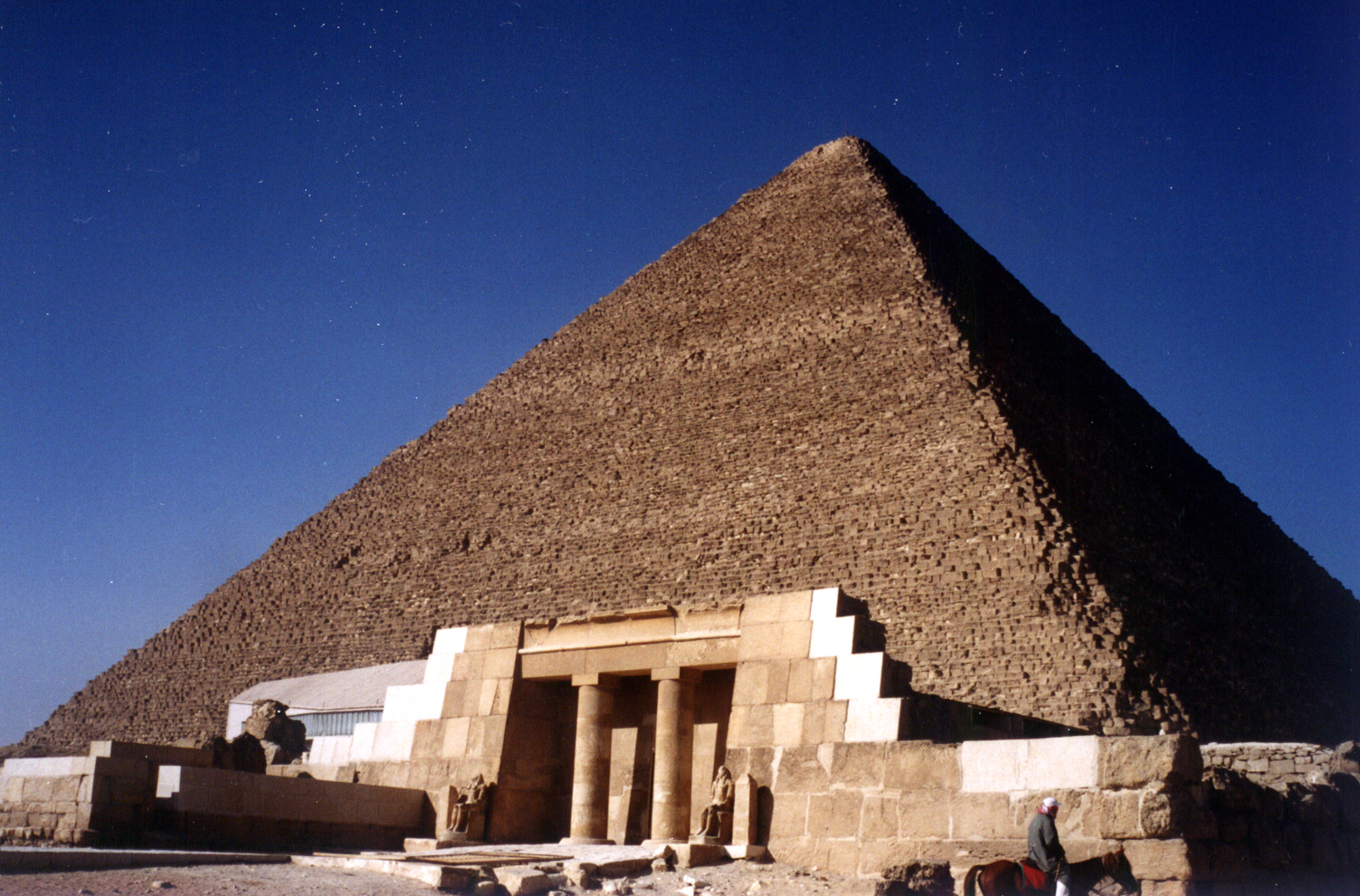
Piramida Cheopsa

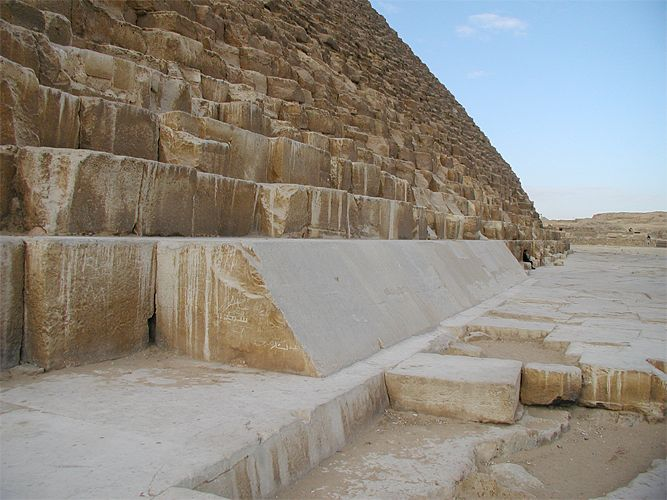
Oryginalna licówka piramidy z kamienia wapiennego

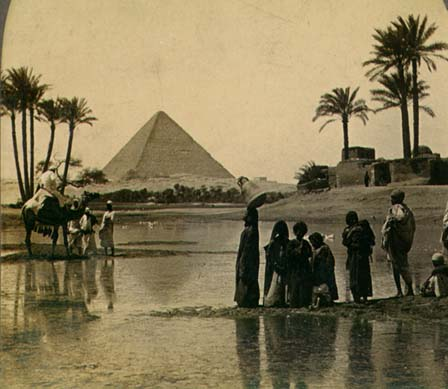
Piramida Cheopsa. Zdjęcie z XIX wieku

Wejście do piramidy znajduje się w północnej ścianie, około 7 m na wschód od środka, na wysokości 17 m. Od wejścia prowadzi Korytarz Zstępujący o wymiarach 114 cm × 119 cm, opadający w dół pod kątem 26° 31′. Ma on długość 105 m i prowadzi poprzez masyw piramidy oraz skałę podłoża do poziomego korytarza o długości 8,84 m, wiodącego do komory wydrążonej w skale macierzystej, około 27,5 m poniżej poziomu gruntu. Komora ta, o wymiarach 14 m (wsch.-zach.) × 8,25 m × 3,5 m, jest niedokończona – ma nierówne ściany i podłogę.
W południowej ścianie piramidy, naprzeciwko wejścia, znajduje się otwór drzwiowy, prowadzący do ślepo zakończonego korytarza, również pozostawionego przez budowniczych w stanie nieukończonym. Prawdopodobnie porzucenie planu wykorzystania komory jako grobowej nastąpiło, gdy zaczęto wznosić część nadziemną piramidy. Spowodowało to zmianę planu budowy całej piramidy. Wykorzystano 18-metrową część Korytarza Zstępującego i zaczęto drążyć w jego suficie długi na 39 m Korytarz Wstępujący. Ma on przekrój taki jak Korytarz Zstępujący; wznosi się pod kątem 26° 20′. Prawdopodobnie po pogrzebie króla wejście do Korytarza Wstępującego zostało zamaskowane kamienną płytą o kształcie i kolorze pozostałych płyt sufitu Korytarza Zstępującego.
Poprzez poziomy pasaż na końcu Korytarza Wstępującego, o wysokości zaledwie 114 cm i nierównej powierzchni posadzki, dochodzi się do tzw. Komory Królowej, położonej dokładnie w centrum piramidy. Prace w niej także nie zostały doprowadzone do końca. Świadczą o tym nierówności posadzki i brak wyłożenia jej kamieniem lepszego gatunku. Komora ta, o wymiarach 5,74 m (oś płn.-płd.) × 5,23 m, przykryta jest stropem namiotowym, którego szczyt znajduje się na wysokości 6,22 m. We wschodniej ścianie komory znajduje się nisza o wspornikowych ścianach bocznych, szeroka na 1,57 m u podstawy, na 4,67 m wysoka i głęboka na 104 cm.
W południowej i północnej ścianie komory znajdują się prostokątne otwory prowadzące do ślepych kanałów. Północny kanał wiedzie najpierw poziomo na długości 193 cm, po czym załamuje się w górę pod kątem 37° 28′, południowy wiedzie poziomo na długości 203 cm, po czym załamuje się pod kątem 38° 28′.
Prawdopodobnie po wykonaniu Korytarza Wstępującego, pasażu i Komory Królowej nastąpiła ponowna zmiana planów, w wyniku której nastąpiła dalsza rozbudowa korytarzy w piramidzie – powstanie Wielkiej Galerii i Komory Króla.

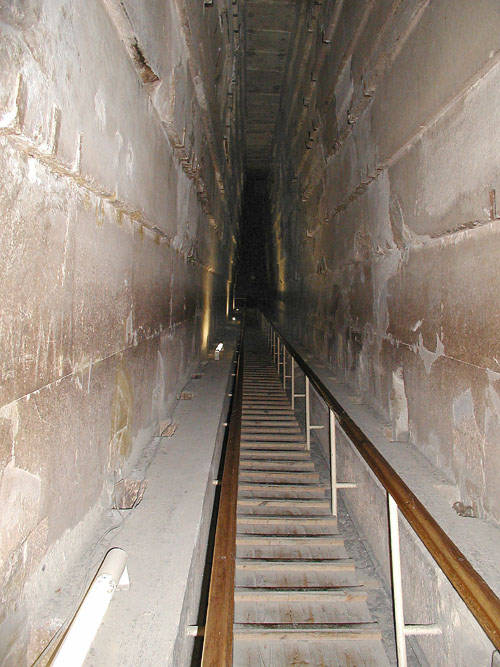
Wielka Galeria

Wielka Galeria jest przedłużeniem Korytarza Wstępującego. Jej długość wynosi 46,63 m, a wysokość 8,53 m. Istnieje pogląd, że Wielka Galeria była zaplanowana wcześniej dla zmagazynowania granitowych bloków, użytych jako zasuwy blokujące wejście do Korytarza Wstępującego.
Gładkie ściany z wypolerowanego wapienia wznoszą się na wysokość 2,28 m. Powyżej, kolejnych siedem warstw bloków skalnych jest wysunięte ku środkowi o 7,5 cm każdy, tworząc strop wspornikowy. W trzeciej warstwie wysuniętych bloków, po obu stronach Galerii, wzdłuż całej jej długości, budowniczowie wykuli występy przy dolnej krawędzi bloków. U najwyższej warstwy bloków sufit Galerii o szerokości 104 cm tworzą płyty kamienia ułożone pod kątem nieco ostrzejszym niż kąt wznoszenia się Galerii. W ten sposób każda z płyt ma własny „zaczep” na ostatniej warstwie ścian Galerii, co zmniejszyło nacisk stropu całej Galerii u jej dolnej części. Wzdłuż całej Galerii, po jej obu stronach, przy posadzce ciągną się dwie rampy o wymiarach 61 cm wysokości i 50 cm szerokości. Pomiędzy rampami przestrzeń posadzki ma taką samą szerokość jak strop, tj. 104 cm. W ścianach na poziomie ramp znajduje się 56 otworów (po 27 z każdej strony i po jednym w wysokim stopniu u góry), prawdopodobnie gniazda belek, na których skonstruowano z desek podłogę, łączącą Korytarz Wstępujący z Wielką Galerią, jednocześnie zakrywającą przejście do Komory Królowej.
W miejscu łączenia się Korytarza Wstępującego z Galerią znajduje się wylot szybu, niegdyś zamaskowany blokiem kamiennym – pierwszym zaczynającym rampę wzdłuż Galerii po jej zachodniej stronie – o takim samym wyglądzie, jak pozostałe bloki rampy. Szyb zmieniający kąt opadania, częściowo pionowy, łączy się z Korytarzem Zstępującym w jego części prowadzącej poprzez skały podłoża.

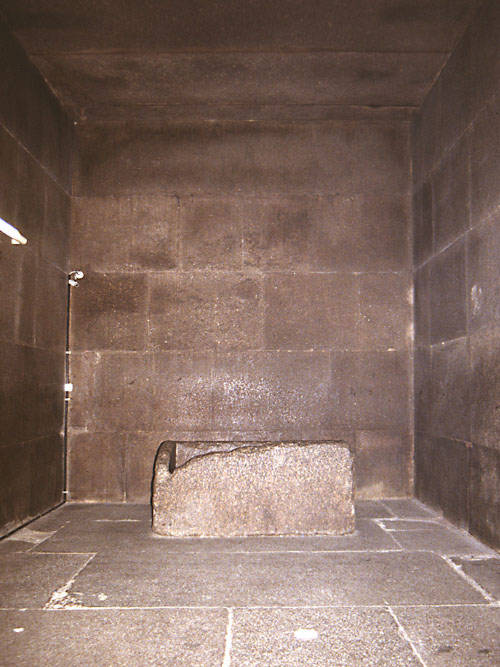
Granitowy sarkofag w Komorze Króla o wymiarach (2,28 × 0,99 × 1,05 m)

Wielka Galeria kończy się wysokim stopniem, po którego przekroczeniu otwiera się długi i wąski pasaż, prowadzący od Komory Króla. Pasaż ten w jednej trzeciej długości ma podwyższony sufit i zwiększoną szerokość, tworząc przedsionek o ścianach południowej, wschodniej i zachodniej, wykonanych z czerwonego granitu. W ścianach wschodniej i zachodniej przedsionka wykute są po cztery szerokie bruzdy – trzy z nich, sięgające od podłogi po sufit, a czwarta sięgająca sufitu przedsionka. Stanowiły niegdyś prowadnice granitowych zasuw, opuszczanych za pomocą lin i okrąglaków, zainstalowanych w półokrągłych wycięciach-zagłębieniach, widniejących do dziś w zachodniej ścianie przy samym suficie przedsionka. W ścianie południowej widnieją cztery kanały, przez które przewleczono liny.
W poprzek przedsionka, wpuszczone w pary bruzd nadal tkwią dwie płyty granitowych zasuw. Komora Króla o wymiarach 10,56 m (oś wsch.-zach.) × 5,23 m × 5,81 m zbudowana jest w całości z granitu. W ścianach północnej i południowej, na wysokości około jednego metra od posadzki, znajdują się wyloty prostokątnych kanałów. Kanały te – odmiennie od tych w Komorze Królowej – mają wyloty na zewnątrz piramidy. Kanał północny wznosi się pod kątem 31°, a południowy pod kątem 45°. W komorze znajduje się granitowy sarkofag, noszący ślady licznych uszkodzeń, pozbawiony pokrywy. Jest o 2 cm szerszy od prześwitu Korytarza Wstępującego, co wskazuje, że umieszczono go w komorze w czasie budowy piramidy. Niezwykłym rozwiązaniem architektonicznym jest konstrukcja stropu Komory Króla. Sufit komory stanowi dziewięć płyt granitu o łącznej wadze około 400 ton. Nad nimi znajduje się pięć zamkniętych pomieszczeń. Cztery z nich o sufitach płaskich a piąta, najwyższa, o stropie namiotowym. Konstrukcja ta miała na celu odciążenia stropu samej Komory Króla, zabezpieczając komorę grobową przed zawaleniem w wyniku nacisku masy skalnego budulca piramidy.

## Dane techniczne
Wymiary po wybudowaniu:
- wysokość do wierzchołka – 146,59 m
- długości boków:
  - zachodni – 230 m 35,9 cm
  - wschodni – 230 m 39,2 cm
  - północny – 230 m 25,5 cm
  - południowy – 230 m 45,3 cm
- nachylenie ścian bocznych – 51° 52′

## Budowa piramidy
O budowie piramidy wspominali starożytni:

Cheops na postawienie piramidy potrzebował dwudziestu lat. Wszystkim Egipcjanom kazał na siebie pracować. Jednym rozporządzono z łomów kamienia w górach arabskich włóczyć skały do Nilu, innym sprowadzone na łodziach przez rzekę kazał odbierać. Pracowało tak bez przerwy do stu tysięcy ludzi. Budowano zaś piramidę w kształt schodów.

Dzięki ostatnim badaniom znaleziono najstarsze zapisane papirusy, związane z piramidą. Zostały odkryte przez francuską misję w porcie Wadi-el-Garf. Zawierają one dzienniki robotników odpowiedzialnych za transport bloków, wykorzystywanych przy budowie piramidy.

## Spekulacje pseudonaukowe

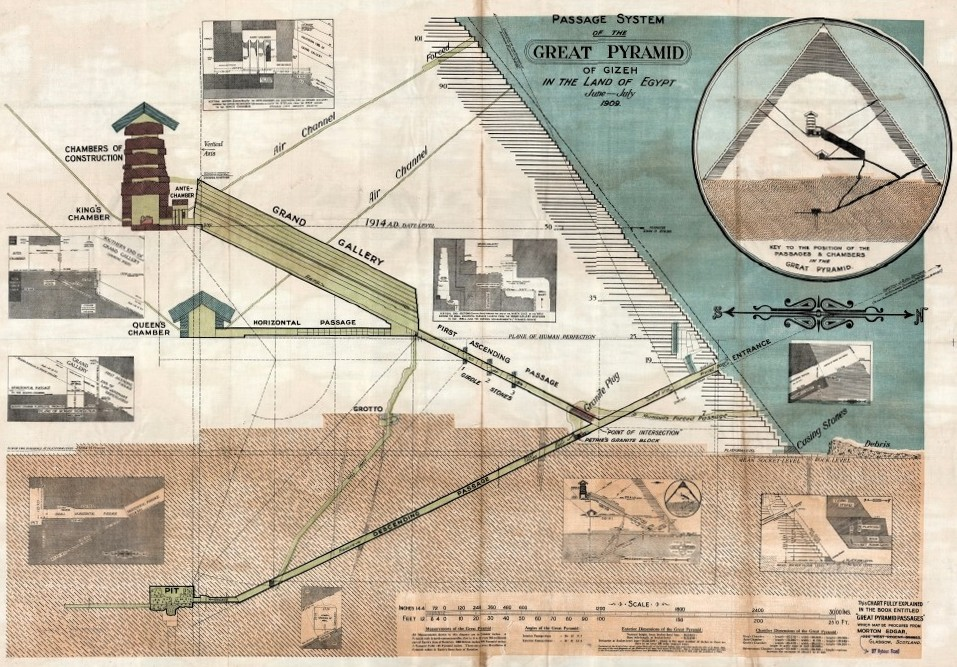
Publikacja Towarzystwa Strażnica z 1910 roku: woskowany baner lniany przedstawiający szczegółowy przekrój Wielkiej Piramidy w Gizie w Egipcie, z proroctwami chronologicznymi na podstawie wymiarów

Piramida Cheopsa stanowi obiekt wielu pseudonaukowych spekulacji. Doszukiwano się w niej mistycznych liczb, poprzez odpowiednie przeliczanie jej obwodu czy długości korytarzy próbując wydobyć rzekomo zakodowane skomplikowane wzory matematyczne, dane astronomiczne czy przepowiednie o przyszłych losach świata. Jako pierwszy, w książce z 1859 roku pt. The Great Pyramid: Why Was It Built? & Who Built It? (Wielka Piramida: Dlaczego została zbudowana? I kto ją zbudował?), pogląd iż w Wielkiej Piramidzie celowo wprowadzono wartości matematyczne zaproponował John Taylor (1781–1864). Później Charles Piazzi Smyth, astronom towarzystwa Astronomer Royal for Scotland, w opublikowanej w 1864 roku książce Our Inheritance in the Great Pyramid (Nasze dziedzictwo w Wielkiej Piramidzie) wyraził pogląd, że w wymiarach geometrycznych piramidy Cheopsa są ukryte zależności matematyczne i astronomiczne. Niektórzy kaznodzieje chrześcijańscy XIX wieku uważali Wielką Piramidę za „Biblię w kamieniu”. Wyznawcą takiego poglądu był m.in. kanonik François Napoléon Marie Moigno (1804–1884) z katolickiej bazyliki Saint-Denis, luterański teolog i duchowny Joseph Seiss (1823–1904), założyciel Badaczy Pisma Świętego Charles Taze Russell czy jeden z prekursorów uzdrowieniowego przebudzenia zielonoświątkowego William Marrion Branham. Zwolennicy paleoastronautyki tacy jak Erich von Däniken przypisują wzniesienie piramidy wysoko zaawansowanym pozaziemskim cywilizacjom.